# الحرب على اليهود
الحرب ضد اليهود هو كتاب لوكي داودوفيتش لعام 1975. يبحث الكتاب في محرقة اليهود الأوروبيين خلال الحرب العالمية الثانية.
يدعي المؤلف أن أدولف هتلر اتبع سياساته للقضاء على السكان اليهود في جميع أنحاء أوروبا حتى على حساب الإجراءات العملية في زمن الحرب مثل تحريك القوات وتأمين خطوط الإمداد. على سبيل المثا، تلاحظ داودوفيتش أن هتلر أرجأ عربات السكك الحديدية التي توفر الإمدادات لقوات الخطوط الأمامية في الاتحاد السوفيتي حتى يمكن ترحيل اليهود بالسكك الحديدية من الاتحاد السوفيتي إلى معسكرات الموت. وهي تستخدم سجلات تذاكر السكك الحديدية «أحادية الاتجاه» كوثائق إضافية المرسلة لتلك المخيمات.
يرسم داودوفيتش أيضًا خطًا من «النسب المعادي للسامية» من مارتن لوثر إلى هتلر، حيث كتب أن كلا الرجلين كانا مهووسين «بالكون المورمولوجي» الذي يسكنه اليهود. وهي تدعي أن أوجه التشابه بين كتابات لوثر المعادية لليهود، وخاصة عن اليهود وأكاذيبهم، ومعاداة السامية الحديثة ليست مصادفة، لأنها مستمدة من تاريخ مشترك لجودنهاس (الكراهية اليهودية)، التي تعود إلى الكتاب المقدس. نصيحة هامان لأحشويروش. وهي تجادل بأنه على الرغم من أن معاداة السامية الحديثة لها جذورها في القومية الألمانية، إلا أن أساس معاداة السامية المسيحية وضعته الكنيسة الكاثوليكية و«الذي بنى عليه لوثر».
يوفر الكتاب أيضًا قوائم مفصلة حسب البلد بعدد اليهود الذين قتلوا في الحرب العالمية الثانية. بحثت داودوفيتش عن سجلات المواليد والوفاة في العديد من مدن أوروبا قبل الحرب للتوصل إلى عدد القتلى البالغ 5933900 يهودي.